# Cygnus A
Cygnus A hay 3C 405 (hoặc hàng loạt tên khác như: 4C 40.40, 2E 4309, CYG A, W 57, BWE 1957+4035, NRAO 620, 1C 19.01, QSO B1957+405, 3C 405, 1RXS J195928.7+404405, 3C 405.0, 2U 1957+40, 3CR 405, LEDA 63932, 4U 1957+40, VV2000c J195928.3+404402, DA 500, MCG+07-41-003, DB 117, Mills 19+4, VV 72, PGC 63932) là tên của một thiên hà radio và nó là một trong những nguồn phát ra bức xạ vô tuyến mạnh nhất trên bầu trời. Năm 1939, Grote Reber, người tiên phong cho lĩnh vực thiên văn vô tuyến đã phát hiện ra nó. Tiếp đến vào năm 1951, nó cùng với Cassiopeia A và Puppis A là những "ngôi sao vô tuyến" được xác định với một nguồn quang học. Trong đó thì Cygnus A trở thành thiên hà vô tuyến đầu tiên được phát hiện, còn hai thiên thể kia thì trở thành tinh vân và nằm trong Ngân Hà.. Vào năm 1953, các nhà thiên văn học vô tuyến người Anh là Roger Jennison và người Ấn Độ là Mrinal Kumar Das Gupta đã chứng minh rằng nó là một nguồn kép.. Giống như tất cả các thiên hà vô tuyến khác, nó chứa một nhân thiên hà hoạt động cùng với một lỗ đen siêu khối lượng tại lõi có khối lượng gấp 2,5±0,7 × 109 lần khối lượng Mặt Trời.
Hình ảnh của thiên hà này trong phần vô tuyến của phổ điện từ cho thấy có hai luồng sáng nhô ra ở hai phía đối diện nhau từ trung tâm của thiên hà này. Hai luồng này có độ rộng gấp nhiều lần độ rộng của phần bức xạ khả kiến của chính thiên hà này. Điểm cuối của hai luồng này là hai thùy với những "điểm nóng" phát ra những bức xạ rất mạnh. Các điểm nóng này phát xạ mạnh bởi vì vật chất của hai luồng này va chạm với không gian ngoài thiên thể.
Vào năm 2016, một nguồn vô tuyến thoáng qua đã được phát hiện cách trung tâm của Cygnus A 460 parsec. Trong khoảng thời gian từ năm 1989 đến năm 2016, thiên thể này, cùng không gian với nguồn hồng ngoại đã biết trước đây, thể hiện sự gia tăng ít nhất là 8 lần mật độ thông lượng vô tuyến, với độ sáng có thể sánh với siêu tân tinh sáng nhất đã biết. Do thiếu các đo đạc trong những năm này nên tốc độ tăng sáng vẫn chưa được biết rõ, nhưng thiên thể này vẫn duy trì mật độ thông lượng tương đối ổn định kể từ khi được phát hiện. Các dữ liệu này phù hợp với một lỗ đen siêu lớn thứ hai quay quanh thiên thể chính, với thiên thể thứ hai này đã trải qua sự gia tăng tốc độ bồi tụ nhanh chóng. Thang thời gian quỹ đạo suy ra có cùng bậc với hoạt động của nguồn chính, cho thấy nguồn thứ cấp này có thể làm xáo trộn nguồn chính và là nguyên nhân gây ra dòng thoát ra.

## Dữ liệu hiện tại
Theo như quan sát, đây là thiên hà thuộc chòm sao Thiên Nga và dưới đây là một số dữ liệu khác:
Xích kinh 19h 59m 28.3566s
Xích vĩ +40° 44′ 02.096″
Dịch chuyển đỏ (Redshift) 0.056075 ± 0.000067
Khoảng cách 232 Mega parsec 
Cấp sao biểu kiến 16.22
Kích thước biểu kiến 0.549' × 0.457'